# Borgolavezzaro
Borgolavezzaro är en ort och kommun i provinsen Novara i regionen Piemonte i Italien. Kommunen hade 2 030 invånare (2018).